# Fernando el de Triana

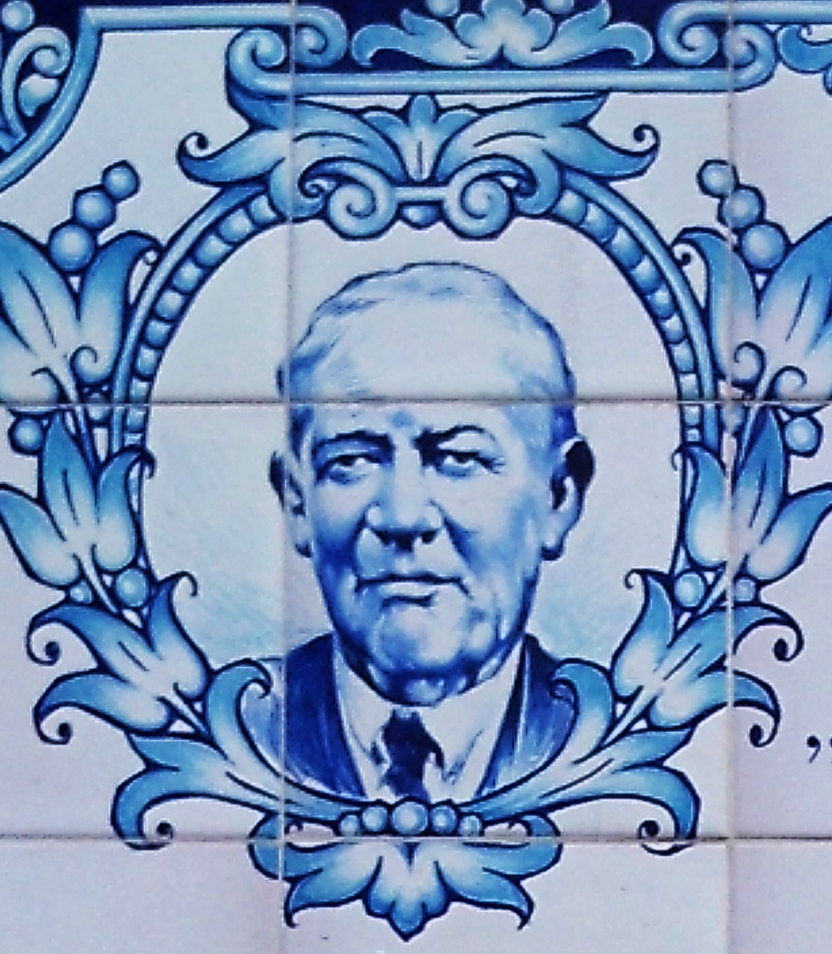
Azulejo mit dem Porträt von Fernando el de Triana

Fernando el de Triana, eigentlich Fernando Rodríguez Gómez (* 15. April 1867 in Sevilla; † 7. September 1940 in Camas), war ein spanischer Schriftsteller, Buchhändler,  Flamenco-Sänger und Flamenco-Gitarrist.

## Leben
Seine Eltern waren Joaquín Rodríguez Jiménez und Ana Gómez Pérez. Großvater mütterlicherseits war der Gitarrist El Cachinero. Obwohl Fernando Rodríguez Gómez im Sevillaner Stadtviertel San Luis geboren war, betonte er stets seine Bindung an Triana.
Er wurde Decano del Cante jondo, Dekan des ernsten Gesangs, genannt. Mit seiner kraftvollen, rauen und dunklen Stimme verlieh er den Malagueñas, den Seguiriyas, den Soleares, Tarantas und Fandangos tragische Tiefe. Triana war der Ort, an dem sich seine erfolgreiche Künstler-Karriere entwickelte. Er gründete dort eine Flamenco-Gruppe. Er sang und spielte meisterhaft Gitarre und war darüber hinaus Dozent und Protagonist des Flamenco. Eine Zeitlang lebte er im marokkanischen Nador, wo er ein Restaurant betrieb. Später kehrte er nach Andalusien zurück und ließ sich in der Stadt Coria del Río in der Provinz Sevilla nieder. Dort begann er die Arbeit an seiner Monografie Arte y artistas flamencos, die erstmals 1935 in Madrid erschien. Im madrilenischen Teatro Español inszenierte er die Aufführung Exaltación del Arte Flamenco, mit Antonia Mercé, Manuel Machado, La Argentina und anderen Künstlern. Vor der Flamenco-Darbietung, die von Ángel Pericet geleitet wurde, trug Fernando el de Triana eigene Texte vor.
Arte y artistas flamencos umfasst eine Reihe von Biografien von Künstlerinnen und Künstlern seiner Zeit und seiner Vergangenheit sowie eine Menge an Bildmaterial, das damals noch recht rar war. Es gilt als Standardwerk zur Geschichte des Flamenco. Der Kritiker Manuel Bohórquez, Verfasser einer Biografie von Fernando el de Triana, schrieb:

«Sin ese libro no sabríamos ni la mitad de lo que sabemos sobre los creadores de lo que hoy conocemos por flamenco»

„Ohne dieses Buch wüssten wir nicht die Hälfte dessen, was wir über diejenigen wissen, die wir heute als Schöpfer des Flamenco kennen“

Später zog Fernando el de Triana nach Camas um und gründete dort die kleine Gaststätte La Sonanta. Er starb verarmt am 7. September 1940 in Camas.